# Adrie van Oorschot
Adriaan (Adrie) van Oorschot (Vlissingen, 22 mei 1920 – aldaar, 9 maart 2004) was een Nederlands acteur, producer en goochelaar.

## Levensloop
Adrie van Oorschot was de jongere broer van uitgever Geert van Oorschot en actrice Mieke van Oorschot. Hij begon zijn carrière in 1935 als goochelaar, buikspreker, sneltekenaar, poppenspeler en imitator van vermaarde artiesten zoals Louis Davids, Kees Pruis, Willy Derby, Maurice Chevalier, Bing Crosby. Omdat hij weigerde lid te worden van de Kultuurkamer stopte hij met deze activiteiten en werkte tijdens de oorlog voor uitgeverij Querido. Van 1945 tot 1960 had hij een eigen theatergezelschap waarvan onder meer Lex Goudsmit, Jan Oradi, Gerard Heystee en De Spelbrekers deel uitmaakten.
Van 1955 tot 1962 verzorgde hij bij de KRO programma's voor de jeugd. Zeer bekend werd de televisieserie "Hokus Pokus, dat kan ik ook" (1956-1960) waarin Van Oorschot goocheltrucs uitlegde. Ook het boek van die serie (met een voorwoord van Hannie Lips, de populaire omroepster van de KRO), werd een succes. "De avonturen van Liang Wang Tsjang Tsjeng" met Gerard Heystee en Lex Goudsmit was ook een tv-serie van zijn hand in de jaren vijftig. Daarna produceerde hij tot 1981 amusementsprogramma's voor de VARA-televisie, maar trad ook zelf als presentator op, onder meer van programma's als "Jong geleerd, oud gedaan" en "Wat doe je voor de kost" (NOS, 1973/74). Verder was hij vooral achter het scherm actief.
Na zijn pensionering als Vara-producer was hij nog kort als acteur in series, hoorspelen en toneelstukken actief. Voorts heeft hij tientallen boeken op zijn naam staan, die vooral op een jeugdig publiek gericht waren. Voor Omroep Zeeland maakte hij in de jaren negentig het radioprogramma 'Die is nog van voor de oorlog', waarin hij sprak met tijdgenoten.
Vooral door de rol van televisie-Sinterklaas is hij bekend. Ingehaald door Mies Bouwman en begeleid door Hoofdpiet Piet Römer vertolkte Van Oorschot deze rol van 1965 tot 1985. De uitzending waarin hij tegenover Bouwman ontkende dat ondeugende kinderen in de zak mee naar Spanje gingen, ten bewijze waarvan hij een volle zak overboord liet gooien, mag legendarisch genoemd worden, omdat hij daarmee bij kinderen de angstfactor rondom zijn personage wegnam. Zijn laatste intocht was in 1985 in Heusden waar hij werd bijgestaan door Hoofdpiet Frits Lambrechts en de latere Wegwijspiet Michiel Kerbosch. Over zijn vertrek deden allerlei verhalen de ronde, maar Van Oorschot weigerde daar aanvankelijk op in te gaan. In een radio-interview wilde hij later slechts kwijt dat hij "bijzonder fijne herinneringen bewaarde aan zijn jaren als kindervriend en dat de voortgang van de traditie boven alles verheven was". In een brief aan een jeugdige fan die het Sinterklaasfeest als een leugen bestempelde, schreef hij: "Een mooi sprookje kan nooit een leugen zijn!"
Later stak hij niet onder stoelen of banken dat hij niet in de smaak viel bij Aart Staartjes, wat volgens hem de reden was voor zijn ontslag als Sinterklaas. Bij zijn laatste intochten was echter ook duidelijk te zien dat het fysiek steeds moeilijker voor hem werd om de rol te blijven vervullen. Zo had hij op het laatst een verhoging nodig om op het paard te komen. De rol werd in 1986 overgenomen door Bram van der Vlugt bij de intocht in Zutphen.

## Ziekte en overlijden
Van Oorschot overleed op 83-jarige leeftijd in zijn geboorteplaats Vlissingen. Vlak voor zijn dood wilde hij van Joop Koopman die hem bezocht weten of "hij toch geen slechte Sinterklaas was". Hij overleed op dezelfde dag als Albert Mol.
Na zijn dood werd hij begraven in 's-Graveland. Op zijn grafsteen prijken prominent een mijter en staf.

## Presentatie
- Dag Dinsdag
- Ik zou wel eens willen weten
- Een lach en een traan
- Vlieg 'ns Vlug
- Veilig, Verkeer en Viswedstrid

## Musicals
- Het zoekgeraakte boek (1968)
- De witte Piet (1970)
- Een huis in een schoen (1971)
- Het Zwarte jaar van Zwarte Piet (1972)
- Welk Liedje Zal Ik Zingen (1973)
- Sinterklaas is Jarig (1977)
- Mikke makke marsepein (1978)
- Het boek van Jaap (1979)
- De droom van Sinterklaas (1983)

## Series
- Hokus Pokus, dat kan ik ook (1956-1960)
- Dappere Dodo (1955-1964)
- Oebele (1969)
- Peppi en Kokki (1973)
- Guus de Kangoeroe (1973)
- Dag Sinterklaasje (1974)
- Sinterklaas Is Jarig (1975)
- Plaatjes Kijken (1985)
- Zeg 'ns Aaa (bijrol)